# Kouvalanjärvi
Kouvalanjärvi är en sjö i kommunen Pälkäne i landskapet Birkaland i Finland. Sjön ligger 95,2 meter över havet. Arean är 71 hektar och strandlinjen är 5,52 kilometer lång. Sjön  ingår i Kumo älvs huvudavrinningsområde.   Den ligger omkring 43 km öster om Tammerfors och omkring 130 km norr om Helsingfors. 
Nordväst om Kouvalanjärvi ligger orten Aitoo. 